# Jacob Birtwhistle
Jacob (Jake) Birtwhistle (* 4. Januar 1995 in Launceston) ist ein Duathlet und Triathlet aus Australien. Er ist mehrfacher nationaler Meister Triathlon, Dritter der Weltmeisterschaftsrennserie 2018 und Olympiastarter (2020).

## Werdegang
Jacob Birtwhistle wurde 2014 in Spanien Junioren-Weltmeister Duathlon.
2015 wurde er U23-Weltmeister Triathlon auf der olympischen Kurzdistanz (1,5 km Schwimmen, 40 km Radfahren und 10 km Laufen).
Im Juli 2016 holte er sich in Hamburg in der australischen Triathlon-Staffel den Titel des Vizeweltmeisters.

Er belegte 2017 in der ITU-Weltmeisterschaftsrennserie als bester Australier den zehnten Rang und mit der Staffel wurde er Weltmeister.
Bei den Commonwealth Games 2018 wurde er im April Zweiter hinter dem Südafrikaner Henri Schoeman. In der Weltmeisterschaftsrennserie 2018 belegte der damals 23-Jährige nach dem letzten Rennen im September in Australien den dritten Rang.
Im Juni 2021 wurde Jacob Birtwhistle nominiert für einen Startplatz bei den Olympischen Sommerspielen 2021 in Tokyo – zusammen mit Emma Jeffcoat, Ashleigh Gentle, Matthew Hauser, Jaz Hedgeland und Aaron Royle.
Bei den Commonwealth Games 2022 belegte der 27-Jährige im Juli im Triathlon den vierten Rang und in der gemischten Staffel holte er für Australien die Bronzemedaille.

## Sportliche Erfolge
| Datum/Jahr    | Rang | Wettbewerb                                          | Austragungsort        | Zeit     | Bemerkung                                                                                               |
| ------------- | ---- | --------------------------------------------------- | --------------------- | -------- | --- |
| 11. Mai 2024  | DNF  | ITU World Championship Series 2024                  | Yokohama              | –        | [ 2 ]                                                                                                   |
| 29. Juli 2022 | 4    | Commonwealth Games 2022                             | Birmingham            | 00:51:06 | |
| 31. Juli 2021 | 9    | Olympische Spiele 2020 Mixed Relay                  | Tokio                 | 00:20:25 | in der Staffel mit Emma Jeffcoat, Matthew Hauser und Ashleigh Gentle                                    |
| 9. Juni 2019  | 1    | ITU World Championship Series 2019                  | Leeds                 | 01:45:12 | |
| 26. Aug. 2018 | 3    | ITU World Championship Series 2018                  | Montreal              | 01:48:28 | in der WM-Rennserie 2018                                                                                |
| 27. Juli 2018 | 3    | ITU World Championship Series 2018                  | Edmonton              | 00:51:22 | |
| 15. Juli 2018 | 2    | ITU Sprint Triathlon World Championship Mixed Relay | Hamburg               |          | Vizeweltmeister im Team – zusammen mit Natalie Van Coevorden, Aaron Royle und Ashleigh Gentle           |
| 12. Mai 2018  | 2    | ITU World Championship Series 2018                  | Yokohama              | 01:45:40 | |
| 5. Apr. 2018  | 2    | Commonwealth Games 2018                             | Gold Coast            |          | Zweiter hinter Henri Schoeman                                                                           |
| 5. Nov. 2017  | 1    | Noosa Triathlon                                     | Noosa                 |          | Sieg in Queensland                                                                                      |
| 29. Juli 2017 | 2    | ITU World Championship Series 2017                  | Edmonton              | 00:55:01 | |
| 17. Juli 2017 | 1    | ITU Sprint Triathlon World Championship Mixed Relay | Hamburg               |          | Weltmeister im Team – zusammen mit Charlotte McShane, Matthew Hauser und Ashleigh Gentle                |
| 19. März 2017 | 3    | Super League Triathlon Australia                    | Hamilton Island       |          | Dritter der Auftaktveranstaltung im neuen dreitägigen Rennformat                                        |
| 30. Okt. 2016 | 2    | Noosa Triathlon                                     | Noosa                 |          | |
| 17. Juli 2016 | 2    | ITU Sprint Triathlon World Championship Mixed Relay | Hamburg               |          | Vizeweltmeister im Team – zusammen mit Charlotte McShane, Emma Jackson und Ryan Bailie                  |
| 1. Nov. 2015  | 3    | Noosa Triathlon                                     | Noosa                 |          | |
| 17. Sep. 2015 | 1    | ITU Triathlon World Championship U23                | Chicago               |          | U23-Weltmeister auf der olympischen Kurzdistanz (1,5 km Schwimmen, 40 km Radfahren und 10 km Laufen)    |
| 21. Feb. 2015 | 1    | AUS Triathlon National Championships                | Devonport (Tasmanien) | 01:59:47 | Nationaler Meister auf der olympischen Kurzdistanz (1,5 km Schwimmen, 40 km Radfahren und 10 km Laufen) |
| 30. Aug. 2014 | 2    | ITU Triathlon World Championship Junior Men         | Edmonton              |          | Vizejuniorenweltmeister (750 m Schwimmen, 20,9 km Radfahren und 5,4 km Laufen)                          |
| 23. Feb. 2013 | 1    | AUS Triathlon National Championship Junior Men      | Devonport             | 00:57:03 | Nationaler Junioren-Meister Triathlon                                                                   |

| Datum/Jahr   | Rang | Wettbewerb                                 | Austragungsort | Zeit     | Bemerkung                     |
| ------------ | ---- | ------------------------------------------ | -------------- | -------- | ----------------------------- |
| 31. Mai 2014 | 1    | ITU Duathlon World Championship Junior Men | Pontevedra     | 00:54:15 | Junioren-Duathlon-Weltmeister |

(DNF – Did Not Finish)